# Jaime Villegas
Jaime Enrique Villegas Roura (La Ceiba, 5 de julho de 1950) é um ex-futebolista profissional hondurenho, que atuava como defensor.

## Carreira
Villegas, foi somente jogador do Real España, clube na qual também tornou-se presidente e diretor esportivo.
Jaime Villegas fez parte do elenco da histórica Seleção Hondurenha de Futebol das Copas do Mundo de 1982, ele fez três partidas. 